# Masayuki Satō
Masayuki Satō (jap. 佐藤 昌幸, Satō Masayuki; * 7. Mai 1975) ist ein ehemaliger japanischer Skispringer.

## Werdegang
Satō bestritt sein erstes Weltcup-Springen am 22. Januar 1994 in Sapporo. Er beendete das Springen auf der Normalschanze auf dem 52. Platz. Einen Tag später konnte er mit Platz 25 auf der Großschanze erstmals Weltcup-Punkte erreichen. Es folgten zwei Jahre mit nur mittelmäßigen Platzierungen, meist im hinteren Punktefeld, bevor er am 1. Dezember 1996 in Lillehammer auf der Großschanze mit Platz 14 erstmals wieder auf sich aufmerksam machen konnte. In der erfolgreichsten Woche seiner Weltcup-Karriere erreichte er daraufhin am 7. Dezember in Kuusamo einen 13. Platz, bevor er am 8. Dezember auf gleicher Schanze sogar einen 11. Platz ersprang. Diesen 11. Platz konnte er in den folgenden Jahren noch zwei Mal, nämlich am 4. Januar 1997 beim Springen in Innsbruck sowie am 23. Januar 1999 in Sapporo erreichen. Ansonsten reichte es nur für hintere Platzierungen. Nachdem Sato am 8. Dezember 2001 in Villach nur einen 50. und damit letzten Platz erreichte, wurde er ins japanische Continental-Cup-Team aufgenommen und aus dem A-Kader gestrichen. Lediglich am 24. Januar 2002 sprang er nochmals im Rahmen der nationalen Gruppe in Hakuba. Nachdem sich auch im Continental-Cup kein Erfolg mehr einstellte, beendete Sato nach dem FIS-Rennen am 11. März 2004 seine aktive Springerkarriere.

## Erfolge

### Continental-Cup-Siege im Einzel
| Nr. | Datum         | Ort      | Typ           |
| --- | ------------- | -------- | ------------- |
| 1.  | 12. März 1998 | Yamagata | Normalschanze |

### Weltcup-Platzierungen
| Saison  | Platz | Punkte |
| ------- | ----- | ------ |
| 1993/94 | 82.   | 006    |
| 1994/95 | 88.   | 006    |
| 1995/96 | 78.   | 012    |
| 1996/97 | 33.   | 145    |
| 1997/98 | 98.   | 001    |
| 1998/99 | 61.   | 027    |

### Grand-Prix-Platzierungen
| Saison | Platz | Punkte |
| ------ | ----- | ------ |
| 1997   | 41.   | 10     |
| 1998   | 38.   | 14     |
| 1999   | 18.   | 51     |
| 2001   | 30.   | 52     |